# Петра Цетковска
Петра Цетковска (на чешки: Petra Cetkovská) е чешка тенисистка, родена на 8 февруари 1985 г. Най-високата ѝ позиция в ранглистата за жени на WTA е 30 място, постигнато на 24 октомври 2011 г. В своята професионална кариера, Петра Цетковска има спечелени две шампионски титли на двойки, в които си партнира с рускинята Александра Панова и със своята сънародничка Андреа Хлавачкова. В професионания тенис, Петра Цетковска има зад гърба си един загубен финал на сингъл от турнира в Ню Хейвън от Каролине Возняцки през 2011 г